# Francesco Neffat
Francesco Neffat, conosciuto anche come Franjo Nefat (Pola, 24 giugno 1908 – Pola, 25 gennaio 1990) è stato un politico, antifascista e partigiano italiano naturalizzato jugoslavo.
Fu di fatto l'ultimo sindaco italofono della città di Pola prima dell'elezione di Luciano Delbianco nel 1990.

## Biografia
Nato nell'allora Istria austroungarica e in seguito antifascista della prima ora, entrò nel 1924 nella Federazione Giovanile Comunista Italiana, l'organizzazione giovanile del PCd'I e nel 1926 entrò nel PCd'I; nello stesso anno il 1º maggio diffuse volantini e sventolò la bandiera rossa nel liceo civico, oggi Dipartimento di scienze umanistiche dell'Università di Pola.
Di professione operaio, dopo la caduta del fascismo nel 1943 entrò nella resistenza jugoslava. Il 13 settembre 1943 fu tra i firmatari della Dichiarazione di Pisino, redatta da monsignor Božo Milanović, che chiedeva l'annessione dell'Istria alla Jugoslavia e che fu presentata al trattato di pace di Parigi.
Il 2 maggio 1945 entrò in città assieme all'esercito jugoslavo e il 5 maggio venne nominato presidente del CLN di Pola, anche se di fatto era sotto controllo jugoslavo; nello stesso momento croatizzò il proprio nome in Franjo Nefat.
Mantenne l'amministrazione della città per un mese e mezzo, fino al 20 giugno, quando questa passò sotto l'amministrazione angloamericana. Il 10 febbraio 1947, con il passaggio definitivo di Pola alla Jugoslavia, tornò amministratore della città come Presidente del consiglio nazionale e mantenne tale carica fino al 1954.
Durante la sua seconda amministrazione si verificò l'esodo giuliano-dalmata da Pola con il transatlantico Toscana che evacuò quasi tutta la comunità italiana polesana e istriana.
Nel 2012 gli è stata dedicata una via a Pola.